# Desa Gadu Barat
Desa Gadu Barat är en administrativ by i Indonesien.   Den ligger i provinsen Jawa Timur, i den västra delen av landet, 800 km öster om huvudstaden Jakarta. Desa Gadu Barat ligger på ön Madura.